# Гай Меценат Мелисс
Гай (Ци́льний) Мецена́т Мели́сс (лат. Gāius Cilnius Maecēnās Melissus; I век до н. э.) — древнеримский грамматик и драматург, современник и либертин Мецената.

## Биография
Известно, что Мелисс родился в Сполеции (лат. Spoletium). По статусу он был свободнорожденным, однако его родители поссорились и подкинули его в младенческом возрасте. Имя воспитателя неизвестно, при нём Гай получил хорошее образование, прежде всего, филологическое.
В качестве грамматика он был подарен известному покровителю искусств Гаю Цильнию Меценату. Меценат благоволил ему и относился по-дружески. Поэтому когда его мать объявилась, он предпочёл находиться на положении раба. Вскоре ему была дарована свобода, поэтому к имени Гая Мелисса прибавилось имя «Меценат».
Вскоре Мелисс вошёл в доверие к императору Августу. По поручению принцепса он привёл в порядок библиотеку в портике Октавии.
Уже в преклонном возрасте (на шестидесятом году жизни) Мелисс решил заняться писательской деятельностью, о чём сообщил в своих сочинениях. Он написал более 150 книжек, названных «Безделки» (или «Шутки»), которые были различны по содержанию.
Светоний упоминает, что он изобрёл такую разновидность древнеримской комедии, как трабеата (комедия из жизни «высшего общества», разновидность тогаты), однако широкого распространения в обществе такие комедии не получили. На содержание его сочинений ссылаются авторы I века Светоний и Плиний Старший. Тем не менее, сочинения Мелисса не сохранились.
Публий Овидий Назон в «Письмах с Понта» отзывался о Гае следующим образом: «И в легкомысленный сокк Музу обувший Мелисс».